# Liparis gigantea
Liparis gigantea är en orkidéart som beskrevs av C.L.Tso. Liparis gigantea ingår i släktet gulyxnen, och familjen orkidéer. Inga underarter finns listade i Catalogue of Life.